# Károly híd

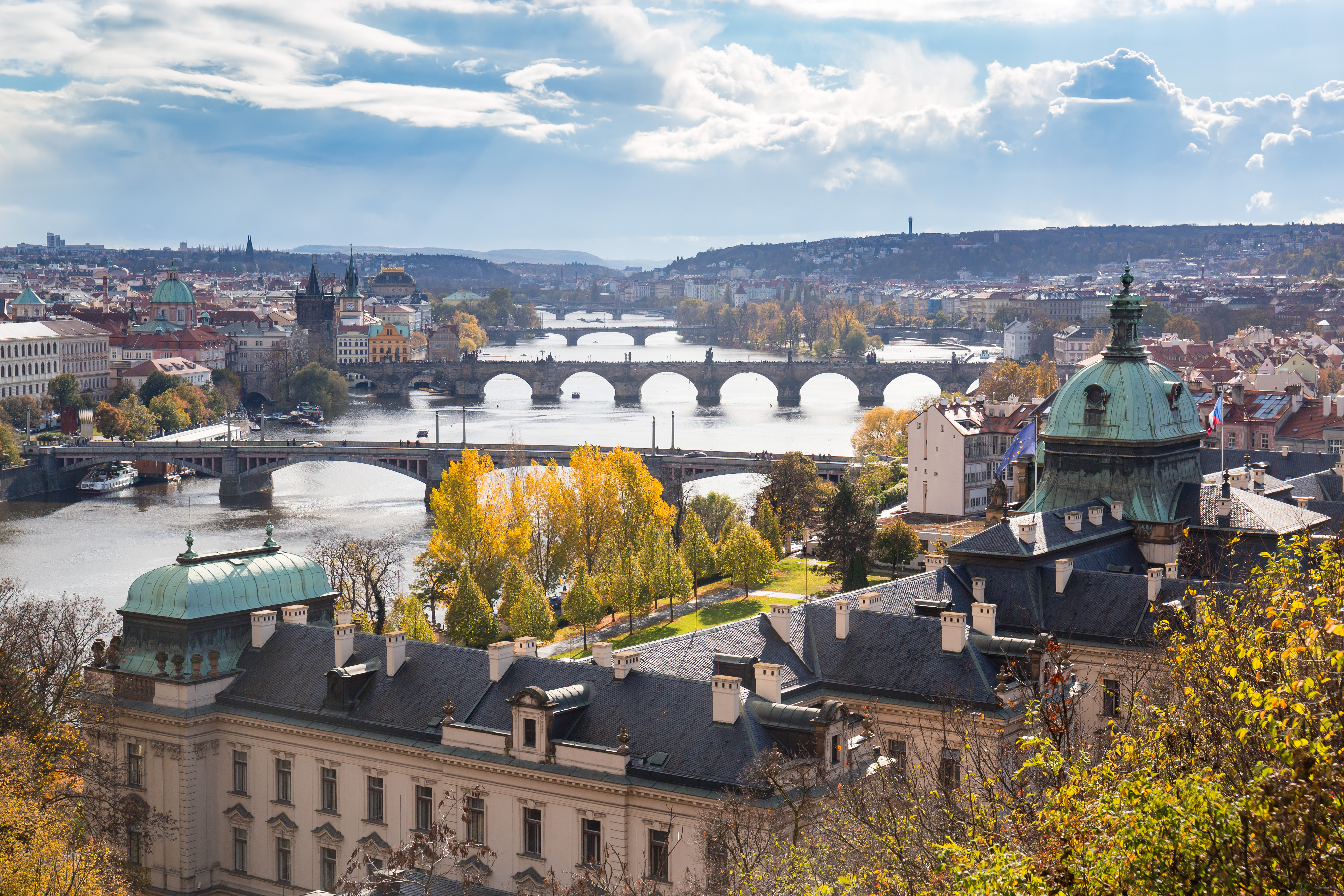
Prágai hidak (és egyéb nevezetességek)

A Károly híd (Karlův most) Európa egyik legrégibb hídja. A Moldván átvezető híd Prága egyik szimbóluma. A folyásirányban kilencedik híd áthalad a Kampa sziget északi részén.

## Elnevezése
Nagyon sokáig Kőhídnak (Kamenný most) vagy Prágai hídnak (Pražský most) hívták, és csak 1870-ben nevezték át építtetőjének tiszteletére Károly híddá.

## Története

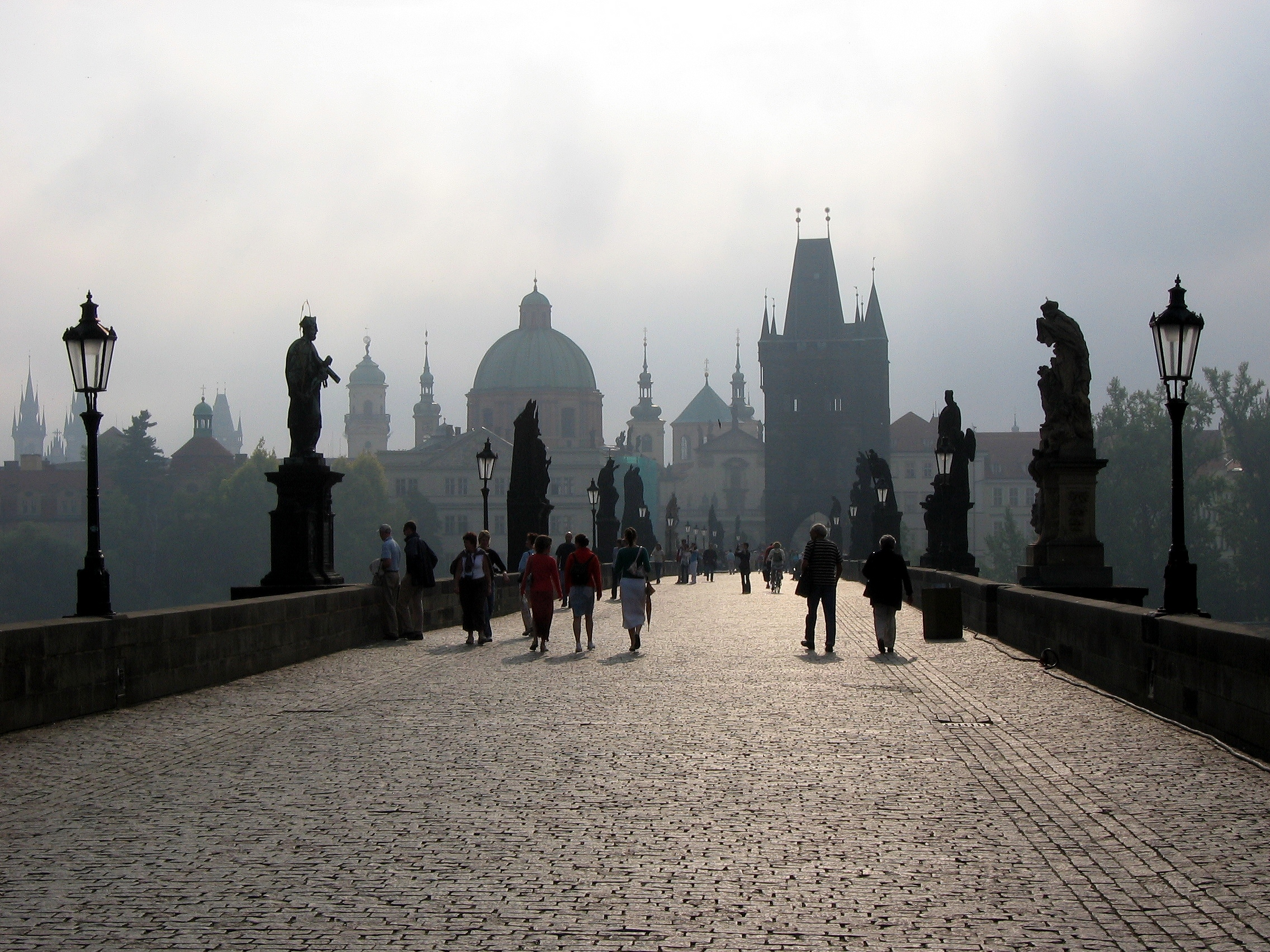
A Károly-híd

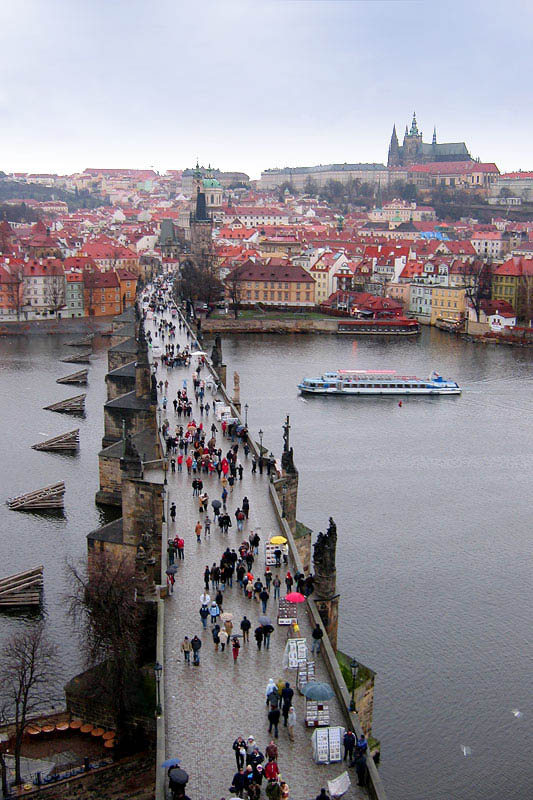
A Károly-híd

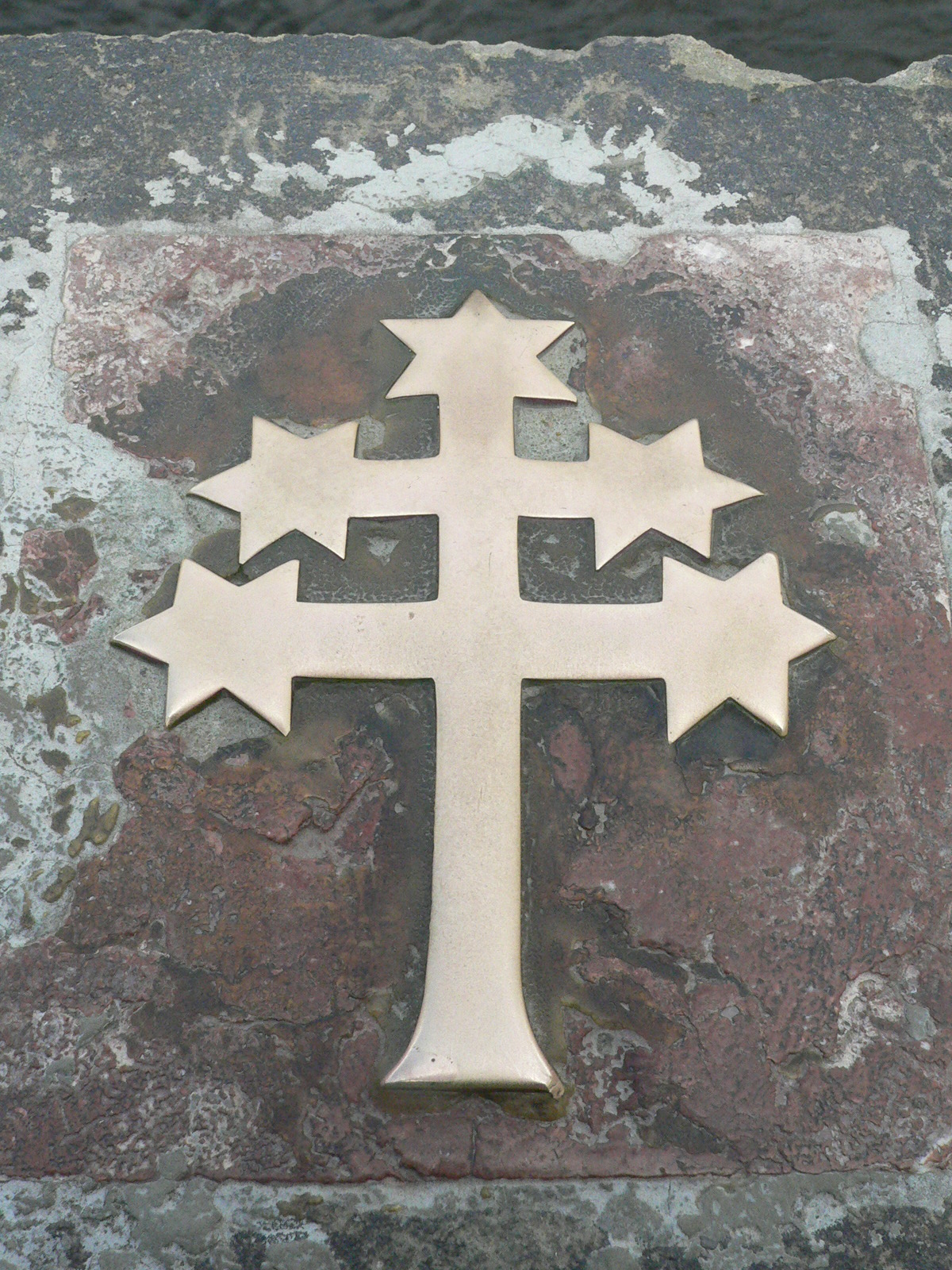
Nepomuki Szent János mártíromságának helyét jelölő rézkereszt a Károly-híd korlátján

Ez a Moldva első állandó hídja, amit a folyó egyik gázlója fölé emeltek. A helyén először egy fahíd állt, majd a Judit hídnak nevezett kőhíd, amely az építtetőjéről, Türingiai Juditról (Judith von Thüringen, 1135–1174), I. Ulászló cseh király (II. Ulászló fejedelem) második feleségéről kapta a nevét. Judit királyné ezzel a híddal szeretett volna kedveskedni a prágaiaknak, akik kimondottan nem szerették királyuk német származású feleségét.
Miután ezt a hidat 1342 tavaszán elvitte a jeges ár, annak pilléreit felhasználva 1357-ben kezdték építeni az új hidat. A terveit az a Peter Parler német építész készítette, akinek munkássága döntően határozta meg Prága gótikus arculatát. Az alapkövet maga IV. Károly német-római császár helyezte el, miután kikérte az asztrológusok és a zsidó kabbala tudósainak véleményét arról, hogy mi a kezdés legcélszerűbb időpontja. A csillagok az Oroszlán jegyét és az 135797531 számsort jelölték meg. Ez a 9 csúcsponttal szimmetrikusan emelkedő, majd csökkenő számsor a cseh dátumírás szerint az 1357. év 7. hónapjának 9. napjára utal, így ezen a napon 5 óra 31 perckor rakták le a híd alapkövét. Hogy még biztosabbá tegyék szerencséjüket, az építtetők tojást és tejet is kevertek a köveket összetartó cementbe (a korabeli építészek szerint ez jót tett neki). Ezeket az anyagokat a király a környező falvakból gyűjtette be — néhány, az architektúrában kevésbé jártas falu azonban főtt tojásokat küldött, és ezzel hátráltatta a munkát.
Minden kedvező előjel dacára az új híd csak 1402-ben, tehát 45 év múlva készült el. Sokáig ez volt az egyetlen kőhíd Prágában, ez kötötte össze az Óvárost és a Kisoldalt.
A Károly hídról vetették a Moldvába 1393-ban (amikor tehát még nem volt kész a híd) Nepomuki Jánost, a prágai érsek általános helynököt, mivel az érsek és a király hatásköri vitájában tevőleg az érsek mellé állt. Mintegy fél évszázaddal később bukkant fel és terjedt el rohamosan az a legenda, hogy valójában azért végezték ki, mert nem adta ki a királynak felesége, Zsófia gyónási titkát. A legendának semmilyen igazolható tényalapja nincs, de igen hasznosnak bizonyult a husziták elleni ideológiai harcban. Jánost XIII. Benedek pápa 1729-ben avatta szentté, és a legenda hatására mindmáig a gyónási titok mártírjaként tartják számon.
Felépülte után a-híd hamarosan a társadalmi élet központjává vált. Bírák, kereskedők működtek itt, és lovagi tornákat is rendeztek.
Az híd első díszét, egy gótikus fakeresztet már 1361-ben felállították. Ez volt a felépítmény egyetlen dísze 1419-ig, amikor is a husziták lerombolták. Az elpusztított kereszt helyett csak 1436-ban állítottak újat, kétoldalt egy-egy ólomszoborral. Ezt a keresztet a harmincéves háborúban (1632-ben?) a svédek semmisítették meg, amikor ágyúval lőtték a Óvárosi hídtornyot. Az ólomszobrokat 1861-ben váltották fel a jelenlegi homokkő szobrokkal.
Ahol most Szent Kristóf szobra áll, valaha egy őrbódé volt, de azt 1784-ben őröstül elvitte az árvíz úgy, hogy az öt őrből csak egyet sikerült kimenteni.
Több szobor az 1848. júniusi forradalmi harcokban sérült meg, amikor Alfred Windisch-Grätz herceg csapatai a Kisoldal felől ágyúzták az Óvárost.
1884-ben építették meg a Kampa szigetre levezető lépcsőt.
1890. szeptember 4-én reggel fél hatkor a Moldva hirtelen árvize több szobrot elsodort, összetört. Darabjaikat idővel kiemelték és megpróbálták rekonstruálni. Amelyeket sikerült, azokról másolatot készítettek, de néhány helyett teljesen újat kellett faragni.

## Leírása

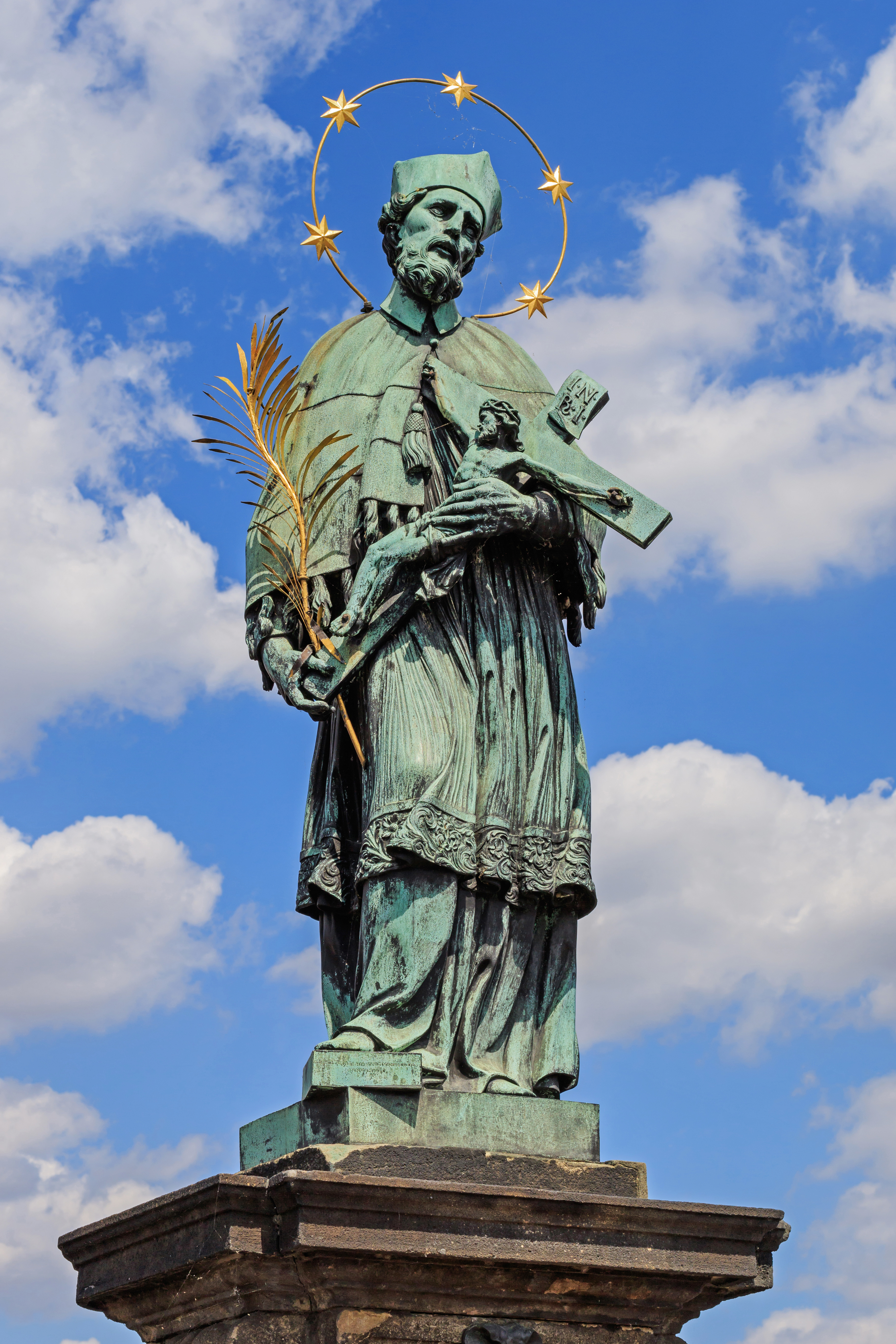
Nepomuki Szent János

Az 516 méter hosszú és majdnem 10 méter széles hidat Peter Parler homokkőből építette. Két végét gótikus tornyok zárják le; a híd közepét a XVII. század óta aranyozott fakereszt ékesíti.
A hídon 30 szobor, illetve szoborcsoport látható; többük talapzatát a főalakokhoz kapcsolódó, jellemzően bronz domborművek díszítik. A világ egyetlen más hídján sem állítottak fel ilyen sok szobrot. Az eredeti szobrok a szobrászat az 1400 körül kibontakozó, úgynevezett „lágy stílusához” vezettek át.
A mai szobrok legtöbbje barokk stílusú, és 1700 körül, egyenként helyezték el őket. Először Nepomuki Szent János, Csehország védőszentjének szobrát állították fel, még az 1400-as években, a legtöbbet pedig 1683–1714 között. Azóta csak cserélgetik őket – a legkorábban felállítottakat azért kellett eltávolítani, mert a homokkőből faragott szobrok nem bírták az időjárás viszontagságait (elmállottak). A turisták rongálása is sok kárt okozott és okoz ma is.
Nepomuki Szent János szobra kivétel: ezt bronzból öntötték, mivel az eredeti, több mint 300 éves szobor az 1600-as évek végére igencsak elhasználódott. Ekkor Jan Brokoffot bízták meg pótlásával, és ő új kompozíciót alkotott. A leendő mű makettjét fából faragta ki, és a szobrot ennek alapján öntötték ki. Az ezután felállított szobrokat a korábbi gyakorlathoz visszatérve homokkőből faragták, és azok idővel ugyancsak elhasználódtak.
Utoljára Cirill és Metód szobrát helyezték el 1928-ban, miután az 1890-es árvíz több szobrot széttört. Xavéri Szent Ferenc Ferdinand Maximilián Brokoff alkotta szobrának darabjait 1892 és 1904 között kiemelték; ezek most a Nemzeti Múzeum kőtárában láthatók. Ma a hídon a szobor másolata áll, amit 1913-ban készített el Jan Vosmik. Szent Ferenc szobrával szemben állt Loyolai Szent Ignácé, amit 1711-ben ugyancsak Brokoff faragott, és ezt is elvitte az ár. Ennek kiemelt részei is a Lapidáriumban tekintethetők meg, és ezt helyettesítették Karel Dvořák: Szent Cirill és Metódot ábrázoló szoborcsoportjával.
A híd korlátján egy kisebb, öt csillaggal ellátott sárgaréz keresztet helyeztek el Keresztelő Szent János szobra és a Szent Norbert–Vencel–Zsigmond szoborcsoport közé ott, ahonnan Nepomuki Jánost a vízbe taszították. A legenda szerint annak, aki úgy érinti meg a keresztet, hogy minden ujja egy-egy csillagot érintsen, teljesül egy titkos kívánsága. Gyakran a Nepomuki Szent János szobrán található domborművet is megérintik, hogy szerencsét hozzon.
A műemlék átkelőt 1965 óta csak a gyalogosforgalom használhatja. Gyakran tartanak rajta rendezvényeket; ez a prágai szabadtéri kulturális élet egyik központja, ahol szinte mindig találhatunk vásárokat, kiállításokat. Jó időben tömegesen települnek ki az emléktárgyárusok és az utcazenészek.